# 思想・良心の自由
思想・良心の自由（しそう・りょうしんのじゆう）とは、人の精神の自由について保障する自由権。思想・信条の自由ともいわれる。人間の尊厳を支える基本的条件であり、また民主主義の前提である。信教の自由、学問の自由、表現の自由、言論の自由とつながるものである。
国際法では市民的及び政治的権利に関する国際規約の第18条、人権と基本的自由の保護のための条約の第9条として保障されている。

## 概論
精神の自由は、生命・身体の自由と並び、人間の尊厳を支える基本的条件であると同時に民主主義存立の不可欠の前提ともなっている。思想・良心の自由は、それが宗教的信仰として表れるときは信教の自由、科学的真理の探究として表れるときは学問の自由、その外部への伝達として表れるときは表現の自由という形をとる。何を思考し、また信じるかという内心的な自由はいかなる拘束・抑圧からも原理的には免れるという事実から、思想・良心の自由は表現の自由と不可分な関係にある。
国際法としては世界人権宣言（UDHR）が意見と表明の自由の権利を宣言する。
（世界人権宣言 第19条）
 すべて人は、意見及び表現の自由に対する権利を有する。この権利は、干渉を受けることなく自己の意見をもつ自由並びにあらゆる手段により、また、国境を越えると否とにかかわりなく、情報及び思想を求め、受け、及び伝える自由を含む。
 Everyone has the right to freedom of opinion and expression; this right includes freedom to hold opinions without interference and to seek, receive and impart information and ideas through any media and regardless of frontiers.
市民的及び政治的権利に関する国際規約（第18条）も思想・良心の自由について定めている。なお、日本は1979年に国際人権規約B規約を批准している。
西欧諸国において思想・良心の自由は言論・出版の自由として捉えられ、また特に良心の自由は宗教の自由の内容あるいはそれと不可分一体のものとして捉えられてきた。

## 各国における位置づけ

### ドイツ
ドイツ連邦共和国基本法の第4条は「信仰、良心の自由並びに宗教及び世界観の告白の自由は、侵されることがない」と規定する。

### カナダ
1982年のカナダ憲法第2条は、良心及び信仰の自由、思想及び信条の自由、表現の自由、集会の自由、結社の自由を基本権として保障している。

### 日本

#### 大日本帝国憲法
大日本帝国憲法には思想・良心の自由を特に保障する規定はなかった。臣民は「その義務に背かず」また「法律の定める範囲で」自由であり権利を有するに留まっていた。

#### 日本国憲法
日本国憲法は思想・良心の自由について第19条に規定を置いている。

##### 思想と良心の関係
思想と良心の関係についての見解は多岐にわたる。佐々木惣一は「思想」を「人があることを思うこと」、「良心」を「人が是非辨別をなす本性により特定の事実について右の判断をなすこと」とした。ただ、日本国憲法第19条は思想と良心を並記して同列に自由を保障することとしていることから、両者の概念の区分は無用であると解されている。なお、後述のように「思想の自由」と「良心の自由」を区別し「良心の自由」を「信仰の自由」と捉える見解もある（最大判昭和31・7・4民集第10巻7号785頁栗山茂裁判官補足意見）。
「思想及び良心」の範囲については限定説（信条説）と広義説（内心説）が対立する。
限定説は「思想及び良心」を宗教上の信仰に準じる世界観、人生観、主義、信条など個人を形成するあらゆる精神作用を含むが、単なる事実の知・不知のような事物に関する是非弁別の判断は含まないとする説である。謝罪広告事件の最高裁判決で田中耕太郎裁判官は補足意見として「憲法の規定する思想、良心、信教および学問の自由は大体において重複し合っている。要するに国家としては宗教や上述のこれと同じように取り扱うべきものについて、禁止、処罰、不利益取扱等による強制、特権、庇護を与えることによる偏頗な所遇というようなことは、各人が良心に従って自由に、ある信仰、思想等をもつことに支障を招来するから、憲法一九条に違反するし、ある場合には憲法一四条一項の平等の原則にも違反することとなる。憲法一九条がかような趣旨に出たものであることは、これに該当する諸外国憲法の条文を見れば明瞭である。」と述べている（最大判昭和31・7・4民集第10巻7号785頁田中耕太郎裁判官補足意見）。
限定説に対して広義説は、本条の保障の対象となるものとならないものの明確な区別が可能か疑問であり、本条による保障の対象をこのように限定すべき理由はないとして、憲法第19条の思想・良心の自由の対象は内心の事由一般に及ぶとする。

##### 信教の自由との関係
思想・良心の自由は、それが宗教的信仰として表れるときは信教の自由（日本国憲法第20条）と重複する（最大判昭和31・7・4民集第10巻7号785頁田中耕太郎裁判官補足意見）。日本国憲法第19条と日本国憲法第20条の関係については、一般法と特別法の関係にあり信仰の自由については後者が優先して適用されるとする説と、これらの区別は相対的で明確に区別しえるわけではないとして相互に重複するとする説がある。
なお、そもそも日本国憲法第19条で保障する思想・良心の自由のうち「良心の自由」は諸外国憲法等の用例からいって信仰の自由を指しているとする見解もあり、謝罪広告事件の最高裁判決で栗山茂裁判官は「思想の自由に属する本来の信仰の自由を一九条において思想の自由と併せて規定し次の二〇条で信仰の自由を除いた狭義の宗教の自由を規定したと解すべきである」とし「日本国憲法だけが突飛に倫理的内心の自由を意味するものと解すべきではない」と補足意見を述べている（最大判昭和31・7・4民集第10巻7号785頁栗山茂裁判官補足意見）。この「良心の自由」を信仰の自由と解する見解に対しては、西欧諸国における「良心」の解放は教会権力からの解放と同義であったからであり、決して狭く限定された信仰の自由が追求されたものではなく沿革に照らしても妥当でないという批判がある。

##### 表現の自由との関係
内心における精神活動がいくら自由でも、その外部への表明の自由がなければほとんど意味をなさないから、外に向かって表明する自由が要請される。この点から、さらに日本国憲法第19条は内心の精神活動の所産を外部に表明する自由も保障しているとする学説もあるが、日本国憲法は表現の自由を21条で一般的・包括的に保障しており、思想・良心が外部に表明される場合には他者の権利や利益との関係から一定の法規制を受けざるを得ず内心領域にとどまる場合とは性質を異にするものであるから第19条とは区別して考えることが解釈上適当と解されている。
ただし、憲法21条（表現の自由）の基礎には当然に憲法19条（思想・良心の自由）があるから、表現内容自体への規制は厳格に考えるべきことが要請され、表現行為への規制が実際には特定の思想に対する規制の意味を持つような場合には憲法19条の問題を生じる。

##### 思想・良心の自由の保障
- 特定の思想の強制の禁止
国が特定の思想を強制し勧奨することは憲法19条によって禁じられる[9]。
- 思想を理由とする不利益取扱いの禁止
国が特定の思想を有することまたは有しないことを理由に刑罰その他の不利益を加えることは憲法19条によって禁じられる[10]。また、思想を理由とする差別は憲法14条にも違反する[10]。
- 沈黙の自由
  - 国が内心の思想を強制的に告白させたり何らかの手段によって推知することは憲法19条によって禁じられる[11]。
  - 単なる知識や事実の知不知は原則として本条の問題とはならず、裁判で本人が見聞きした事実を証言することを強制しても原則として本条に違反しない[12]。
  - 民事上の名誉毀損の救済方法としての謝罪広告を命じることと憲法19条の関係については学説上も見解が対立している[13]。謝罪広告事件で最高裁は「単に事態の真相を告白し陳謝の意を表明するに止まる程度のもの」は憲法19条に違反しないとしたが、この判決でも田中耕太郎裁判官が「私は憲法一九条の「良心」というのは、謝罪の意思表示の基礎としての道徳的の反省とか誠実さというものを含まない」として憲法19条の問題ではないとの補足意見を述べたのに対し、藤田八郎裁判官は「国家が裁判という権力作用をもって、自己の行為を非行なりとする倫理上の判断を公に表現することを命じ、さらにこれにつき「謝罪」「陳謝」という道義的意思の表示を公にすることを命ずるがごときことは、憲法一九条にいわゆる「良心の自由」をおかすものといわなければならない」と反対意見を述べている（最大判昭和31・7・4民集第10巻7号785頁）。
  - 私企業が従業員の採用にあたって志願者の思想やそれに関連する行動を調査することについては、私人相互間での憲法第19条の適用も含めて論争がある[14]。三菱樹脂事件で最高裁は憲法第19条の規定等について「私人相互の関係を直接規律することを予定するものではない」とし「企業者は、かような経済活動の一環としてする契約締結の自由を有し、自己の営業のために労働者を雇傭するにあたり、いかなる者を雇い入れるか、いかなる条件でこれを雇うかについて、法律その他による特別の制限がない限り、原則として自由にこれを決定することができるのであって、企業者が特定の思想、信条を有する者をそのゆえをもって雇い入れることを拒んでも、それを当然に違法とすることはできない」と判示した（最判昭和48・12・12民集第27巻11号1536頁）。

#### 関連判例
日本では、人の内心領域について思想・良心の自由として一般的に直接保障する例は比較憲法的にはそれほど多くはない。
- 謝罪広告事件[15]
  - 新聞紙等に謝罪広告を掲載することを命ずる判決は、単に事態の真相を告白し陳謝の意を表明するにとどまるものであれば、代替執行によって強制しても合憲であるとした。（日本国憲法19条を根拠とする反対意見あり）
- 三菱樹脂事件[16]
  - 憲法19条は私人間の適用を予定していないから、特定の思想・信条を持つ者の雇い入れを拒んでも憲法19条に違反しない。
- 麹町中学校内申書事件（最判昭和63・7・15判時1287号65頁）
  - 高校入試の内申書に学生運動の経歴を記載しても、それは思想・信条を記載したものではないから、憲法19条に違反しないとした。
- 南九州税理士会事件（最判平成8・3・19民集50巻3号615頁）